# District de Kolasib
Le district de Kolasib est un district de l'état du Mizoram, en Inde.

## Géographie
Au recensement de 2011, sa population compte 83 955 habitants.
Son chef-lieu est la ville de Kolasib. 